# 郤正
郤正（3世紀—278年），字令先，偃師（今屬河南）人，本名纂，三國時蜀漢官員，蜀漢亡後在西晉任官。

## 生平
郤正年少時父親郤揖隨孟達降曹魏，不久後死去，母親改嫁，郤正則留在益州。雖然孤苦無依，但安貧好學，博覽群書，後來當秘書吏，又轉職秘書令史，遷任秘書郎，最後官至秘書令。性格淡薄榮利，醉心於閱讀古書及作文之中，益州當時有的書籍，他幾乎都已看過。由於常居內職，與宦官黃皓作比鄰三十年，黃皓身分由卑微至顯貴，在朝中玩弄權勢；郤正不為黃皓所喜愛，亦不為其所憎惡，仕途只停留在六百石秩等的官職，也免於官場的困擾。
景耀六年（263年），鄧艾兵臨成都，蜀漢後主劉禪聽從光祿大夫譙周投降的建議，由郤正撰寫降書，遣使向鄧艾投降。翌年正月，鍾會叛亂，當時成都一片混亂，劉禪東遷洛陽，眾多宮員只有郤正（史載他捨妻子隨劉禪）和殿中督張通隨行。劉禪有賴於郤正的指導，到洛陽後行事舉止皆無誤，劉禪於是感慨嘆惜，後悔太遲認識郤正。後賜爵關內侯。
西晉武帝泰始年間，出任安陽令，又於泰始八年（272年）遷任巴西太守，並下詔：「（郤）正昔在成都，顛沛守義，不違忠節，及見受用，盡心幹事，有治理之績，其（郤）正為巴西太守。」對其甚為讚賞。咸寧四年（278年）逝世。留下數百篇文學作品。

## 樂不思蜀
蜀漢亡後，劉禪移居魏國都城洛陽，封為安樂縣公。某日司馬昭設宴款待劉禪，囑咐演奏蜀樂曲，並以歌舞助興時，蜀漢舊臣們想起亡國之痛，個個掩面或低頭流淚。獨劉禪怡然自若，不為悲傷。司馬昭見到，便問劉禪：「安樂公是否思念蜀？」劉禪答道：「此間樂，不思蜀也。」他的舊臣郤正聞此言，趁上廁所時對他說：「陛下，下次如司馬昭若再問同一件事，您就先注視著宮殿的上方，接著閉上眼睛一陣子，最後張開雙眼，很認真地說：『先人墳墓，遠在蜀地，我沒有一天不想念啊！』這樣，司馬昭就能讓陛下回蜀了。」劉禪聽後，牢記在心。酒至半酣，司馬昭又問同樣的問題，劉禪趕忙把郤正教他的學了一遍。司馬昭聽了，即回以：「咦，這話怎麼像是郤正說的？」劉禪大感驚奇道：「你怎麼知道呀！」司馬昭及左右大臣哈哈大笑。司馬昭見劉禪如此老實忠懇，從此再也不懷疑他。劉禪就這樣在洛陽安樂地度過餘生。而這就是樂不思蜀一典故的來歷。

## 家族

### 父族
- 郤儉：祖父，東漢末年益州刺史。
- 郤揖：父，早亡。

## 延伸阅读
[在维基数据编辑]
 《三國志·卷42》，出自陳壽《三國志》